# Симптом каптура
Симптом каптура (англ. hood symptom) — діагностичний симптом, що виявляється при деяких інфекційних хворобах (псевдотуберкульоз, геморагічна гарячка з нирковим синдромом, інфекційна еритема, гарячка паппатачі, епідемічний висипний тиф тощо). Являє собою появу у перші доби хвороби одутлості обличчя разом з гіперемією (почервонінням) її та шиї, що візуально виглядає так, начебто хворий носить каптур. Дуже часто при цьому є гіперемія кон'юнктив, що виглядає як «червоні очі» або очі кроля. Виникає через ураження збудниками нервового шийного ганглія. У розпалі хвороби, як правило, симптом щезає.